# Arkadiusz Bąk (piłkarz)
Arkadiusz Bąk (ur. 6 października 1974 w Stargardzie Szczecińskim) – piłkarz grający na pozycji pomocnika, reprezentant Polski.
Zawodnik swoją karierę rozpoczynał w sezonie 1992/1993 występując w zespole Błękitnych Stargard. Następnie występował w Olimpii Poznań, Lechii/Olimpii Gdańsk, Amice Wronki, Ruchu Chorzów, Polonii Warszawa, Birmingham City, Widzewie Łódź, ponownie Polonii Warszawa i Amice Wronki, Lechu Poznań i Flocie Świnoujście.
W polskiej ekstraklasie debiutował 30 lipca 1994 roku w spotkaniu Olimpii Poznań z Rakowem Częstochowa. Na pierwszoligowych boiskach rozegrał dotychczas 259 spotkań, w których strzelił 68 bramek (stan na 18 września 2005 roku); król strzelców polskiej ekstraklasy w sezonie 1997/1998 (ex aequo z Sylwestrem Czereszewskim i Mariuszem Śrutwą). Mistrz Polski w barwach Polonii Warszawa w sezonie 1999/2000.

## Kariera reprezentacyjna
W reprezentacji Polski zadebiutował 8 stycznia 1998 w meczu przeciwko Paragwajowi (0:4). W barwach narodowych zagrał w 13 spotkaniach. Uczestnik MŚ 2002 w Korei Południowej.
| Lp. | Data                 | Miejsce   | Przeciwnik        | Rezultat | Rozgrywki     | Grał   | Uwagi        |
| --- | -------------------- | --------- | ----------------- | -------- | ------------- | ------ | ------------ |
| 1.  | 8 lutego 1998        | Asunción  | Paragwaj          | 0-4      | towarzyski    | od 41' |              |
| 2.  | 2 czerwca 2001       | Cardiff   | Walia             | 2-1      | elim. MŚ 2002 | 90'    |              |
| 3.  | 6 czerwca 2001       | Erywań    | Armenia           | 1-1      | elim. MŚ 2002 | 90'    |              |
| 4.  | 15 sierpnia 2001     | Reykjavik | Islandia          | 1-1      | towarzyski    | do 60' | Żółta kartka |
| 5.  | 1 września 2001      | Chorzów   | Norwegia          | 3-0      | elim. MŚ 2002 | od 89' |              |
| 6.  | 5 września 2001      | Mińsk     | Białoruś          | 1-4      | elim. MŚ 2002 | 90'    | Żółta kartka |
| 7.  | 16 października 2001 | Chorzów   | Ukraina           | 1-1      | elim. MŚ 2002 | 90'    |              |
| 8.  | 14 listopada 2001    | Poznań    | Kamerun           | 0-0      | towarzyski    | do 81' |              |
| 9.  | 13 lutego 2002       | Limassol  | Irlandia Północna | 4-1      | towarzyski    | od 46' |              |
| 10. | 27 marca 2002        | Łódź      | Japonia           | 0-2      | towarzyski    | do 78' |              |
| 11. | 17 kwietnia 2002     | Bydgoszcz | Rumunia           | 1-2      | towarzyski    | od 46' | Żółta kartka |
| 12. | 18 maja 2002         | Warszawa  | Estonia           | 1-0      | towarzyski    | od 65' |              |
| 13. | 10 czerwca 2002      | Chŏnju    | Portugalia        | 0-4      | MŚ 2002       | od 17' | Żółta kartka |